# الانتخابات التشريعية المغربية 2011
جرت انتخابات برلمانية مبكرة في المغرب في 25 نونبر/تشرين الثاني 2011، حيث كانت مُبرمجة لسنة 2012، وتم تأجيلها مرة من 7 أكتوبر 2011.
انطلقت، كجزء من الربيع العربي، احتجاجات عامة في فبراير 2011 أدت إلى إعلان الملك محمد السادس لانتخابات مبكرة، في عملية إصلاح دستوري منح المواطنين المزيد من الحقوق المدنية الجديدة، والتخلي عن بعض صلاحياته الإدارية. عقب استفتاء في 1 يوليوز/تموز 2011، تم التصديق على الدستور الجديد في 13 سبتمبر.
في السباق الانتخابي، كانت ما مجموعه 30 حزبا، ولكن طبقا للمراقبين، كانت ثلاثة تشكيلات سياسية كبيرة على الساحة: حزب العدالة والتنمية الإسلامي المعتدل؛ ثماني أحزاب، تحت اسم «التحالف من أجل الديمقراطية» برئاسة الوزير المغربي آنذاك للاقتصاد صلاح الدين مزوار، وتحالف الكتلة الديمقراطية برئاسة رئيس الوزراء آنذاك عباس الفاسي.
لمجلس النواب 395 مقعدا، حيث تم انتخاب 305 منها عبر قوائم حزبية في 92 دائرة انتخابية موزعة عبر تراب المملكة، وانتخاب 90 مقعدا إضافيا من لائحة وطنية، ثلثي منها مخصصة للنساء والثلث الباقي محفوظة للرجال الذين تقل أعمارهم عن 40 سنة.
أعلنت نتائج الانتخابات يوم 27 نوفمبر 2011. فاز حزب العدالة والتنمية ب 107 مقعدا، مما يجعله أكبر تمثيل برلماني، على الرغم من أنهم لا يشكلون الأغلبية. أما وفقا للدستور الجديد، فهذا التقدم يجعل زعيمه عبد الإله بنكيران، رئيس الوزراء المكلف.

## الخلفية

### انتخابات برلمانية 2007
كانت انتخابات عام 2007 البرلمانية هي الثانية في عهد الملك محمد السادس. وتميزت بنسبة من الإقبال منخفضة نسبيا من 37 ٪، انخفاضا ب15 نقطة عن 2002 (52 ٪). وخسر حزب الاتحاد الاشتراكي للقوات الشعبية (الاتحاد الاشتراكي) -- وهو أكبر حزب في الحكومة المنتهية ولايتها—12 مقعدا بشكل غير متوقع. وتقدم حزب الاستقلال للمرتبة الأولى ب 52 مقعدا متقدما على حزب العدالة والتنمية ب 46، على الرغم من أن الأخير هو الأول من حيث عدد الأصوات. أدى ائتلاف حكومي من خمسة أحزاب (الاستقلال، الحركة الشعبية، التجمع الوطني للأحرار، حزب التقدم والاشتراكية والاتحاد الاشتراكي للقوات الشعبية المشكلة) بغالبية ضيقة مجتمعة في مجلس النواب إلى تشكيل الحكومة التي رأسها عباس الفاسي، الأمين العام لحزب الاستقلال آنذاك.

### حركة الاحتجاج والربيع العربي
تتمة للاحتجاجات الوطنية التي عقدت في أوائل فبراير 2011 تضامنا مع الثورة المصرية، مجموعة من الشباب (عرفت فيما بعد باسم حركة 20 فبراير)، طالبت المنظمة الإسلامية لجماعة العدل والإحسان ليوم من الاحتجاجات. ومن بين مطالب المنظمين أن يتم تحديد الدور الدستوري للملك «خفضه إلى حجمه الطبيعي». وفي 20 فبراير/شباط، شارك عدة آلاف من الأشخاص في تظاهرات في جميع أنحاء المغرب. وفي 26 فبراير، عقدت مزيد من الاحتجاجات في الدار البيضاء. ونظمت احتجاجات أخرى في كل من فاس، الدار البيضاء والرباط يوم 20 مارس.
أعلن الملك محمد السادس يوم 9 مارس، انه سيشكل لجنة للعمل على تنقيح الدستور، والتي من شأنها أن تُقدم له مقترحات بحلول يونيو من نفس السنة، وبعد ذلك سيتم عقد الاستفتاء على مشروع (مسودة) الدستور.

### الإصلاحات الدستورية 2011
كُلفت من قبل الملك لجنة أكاديمية تمثل مختلف الأطراف لإعداد دستور جديد. وقد نُشرت مسودة الدستور في أوائل يونيو 2011. وقد أجري استفتاء لاعتمادها في 1 تموز/يوليوز 2011 وسجلت نسبة مشاركة قياسية مع ارتفاع نسبة الإقبال إلى 70 ٪، وتم تمرير الإصلاحات بموافقة 98 ٪  ولكن حركة الاحتجاج السابقة، كانت تدعي لمقاطعة الاستفتاء. وكنتيجة لهذا الإصلاح، تم تقديم موعد الانتخابات البرلمانية إلى الأمام من سبتمبر 2012 إلى أكتوبر 2011.
أنشئ دستور جديد، ودخل حيز التنفيذ في 1 أغسطس 2011، بعدد من الحقوق المدنية الجديدة، بما في ذلك الضمانات الدستورية لحرية التعبير، المساواة الاجتماعية للمرأة، حقوق لغوية للمتحدثين بلغات الأقليات واستقلال القضاء.
تم أيضا إدخال تغييرات كبيرة على القانون الانتخابي والإداري. ألغى الملك سلطته في تعيين رؤساء الوزراء عنوة وألزم نفسه أن يعين عضوا من الحزب الفائز بأكبر عدد من المقاعد في الانتخابات البرلمانية. في المقابل، مُنحت للوزير الأول سلطات إضافية بتعيين كبار الموظفين في الخدمة المدنية والدبلوماسيين، بالتشاور مع المجلس الوزاري الملكي. عوض رئيس مجلس الوزراء محل الملك بوصفه رئيس الحكومة ورئيس مجلس الحكومي الاستشاري، واكتساب القدرة على حل البرلمان.
كما تم تغيير نظام التصويت بحيث تم زيادة عدد المقاعد البرلمانية التي قُررت على أساس الدوائر الانتخابية 295-305. وخصصت مقاعد إضافية للانتخابات من قوائم الأحزاب الوطنية، 60 تتألف ب60 مقعدا فقط من المرشحات النساء و 30 للذكور تحت سن ال 40.

### الجدول الزمني للانتخابات
بعد مفاوضات بين وزارة الداخلية التي تشرف على الانتخابات، وأكثر من 20 حزبا سياسيا، اقترحت الحكومة انه ينبغي أن تنقل الانتخابات البرلمانية إلى 11 نوفمبر، مع إمكانية تحول ذلك نظرا لقربها من عطلة عيد الأضحى الإسلامية. وفي النهاية، تم عقد الانتخابات في 25 نوفمبر 2011. وجرت الحملة الانتخابية من 12 إلى 24 نوفمبر.
كانت هناك مخاوف من أن تكون نسبة الإقبال على التصويت منخفضة، وهذه بالفعل مشكلة تقليدية، ويزيد من تفاقمها دعوة للمقاطعة من قبل حركة 20 فبراير المؤيدة للإصلاح وتنظيم جماعة العدل والإحسان الإسلامية، الذين شعروا بأن الإصلاحات الدستورية ليست كافية.

## الحملة الانتخابية

### الأحزاب المشاركة
زكّى ما مجموعه 30 حزبا مرشحين له في الانتخابات في حين أن ثلاثة أحزاب يسارية—الشيوعية «حزب الطليعة»، والحزب الاشتراكي الموحد، و«النهج الديمقراطي» -- دعوا لمقاطعة الانتخابات  ب الإضافة إلي منظمات غير حزبية مثل جماعة العدل والإحسان الإسلامية وحركة 20 فبراير الاحتجاجية.
وكان حزب الاستقلال هو الحزب الوحيد الذي ملأ قائمة لكل دائرة انتخابية. بينما أوفد حزب العدالة والتنمية والاتحاد الاشتراكي للقوات الشعبية كل 393 مرشحا.
| الحزب                                 | عدد المرشحين |
| ------------------------------------- | ------------ |
| حزب الاستقلال                         | 395          |
| حزب العدالة والتنمية                  | 393          |
| الاتحاد الاشتراكي للقوات الشعبية      | 393          |
| حزب التقدم والاشتراكية (PPS)          | 386          |
| التجمع الوطني للأحرار                 | 381          |
| الحركة الشعبية                        | 377          |
| جبهة القوى الديمقراطية                | 365          |
| حزب الأصالة والمعاصرة                 | 365          |
| الاتحاد الدستوري                      | 340          |
| حزب العهد الديمقراطي (SD)             | 305          |
| حزب المؤتمر الوطني الاتحادي (PCNI)    | 300          |
| الحزب العمالي (PT)                    | 297          |
| الحركة الديمقراطية الاجتماعية (MDS)   | 261          |
| حزب البيئة والتنمية                   | 255          |
| الحزب الاشتراكي (PS)                  | 244          |
| الحزب المغربي الليبرالي (PLM)         | 221          |
| حزب اليسار الأخضر                     | 204          |
| حزب الوسط الاجتماعي (PCS)             | 182          |
| حزب التجديد والإنصاف (PRE)            | 162          |
| حزب الإصلاح والتنمية (PRD)            | 154          |
| حزب العمل (PA)                        | 149          |
| حزب النهضة والفضيلة (PRV)             | 128          |
| حزب الوحدة والديموقراطية (PUD)        | 121          |
| الاتحاد المغربي للديمقراطية UMD       | 117          |
| الحزب الوطني الديمقراطي               | 115          |
| حزب القوات المواطنة (PFC)             | 110          |
| حزب الأمل (PE)                        | 103          |
| حزب الحرية والعدالة الاجتماعية (PLJS) | 100          |
| حزب المجتمع الديمقراطي (PSD)          | 72           |
| حزب الشورى والاستقلال (PDI)           | 58           |
| لا منتمون                             | 6            |

المصدر: 

## النتائج

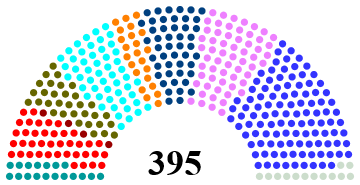
حزب العدالة والتنمية (106 مقعدا)
حزب الاستقلال (61 مقعدا)
التجمع الوطني للأحرار (54 مقعدا)
حزب الأصالة والمعاصرة (48 مقعدا)
الاتحاد الاشتراكي للقوات الشعبية (38 مقعدا)
الحركة الشعبية (33 مقعدا)
الاتحاد الدستوري (23 مقعدا)
حزب التقدم والاشتراكية (20 مقعدا)
الحزب العمالي (4 مقعدا)
أحزاب أخرى (8 مقعدا)

أعلن المتحدث باسم وزارة الداخلية مساء يوم الجمعة 25 نوفمبر ان نسبة المشاركة في الانتخابات كانت 45 ٪، بزيادة 8 نقاط عن تلك من عام 2007. وبحلول موعد النتائج الأولية في 26 نوفمبر، التي تغطي 288 من المقاعد المتنافس عليها 395، أصبح من الواضح أن حزب العدالة والتنمية قد ضمن الأغلبية ب 80 مقعدا في هذه المرحلة الأولية، مع وجود الاستقلال ب 45 مقعدا. وتكهنت وكالات الأنباء أن حزب العدالة والتنمية سيحكم في ائتلاف مع أحزاب سياسية يسارية عدة.
وأعلنت النتائج الكاملة للانتخابات يوم 27 نوفمبر 2011. حصل حزب العدالة والتنمية على الفائق التعددي من المقاعد، مما جعل زعيمه عبد الإله بنكيران، رئيس الوزراء المكلف وفقا لقواعد الدستور الجديد. حيث صرّح قائلا «هذا هو انتصار واضح»، وقال «لكن سوف نحتاج لتحالفات من أجل العمل معا».

### خلاصة النتائج
|                              | الحزب                                 | مجموع المقاعد | مقاعد % | تغير المقاعد | المقاعد الانتخابية | مقاعد اللائحة | عدد الأصوات | عدد الأصوات % |
|                              | حزب العدالة والتنمية (PJD)            | 107           | 27.1    | ▲61          | 83                 | 24            | X           | X             |
|                              | حزب الاستقلال (PI)                    | 60            | 15.2    | ▲ 8          | 47                 | 13            | X           | X             |
|                              | التجمع الوطني للأحرار                 | 52            | 13.2    | ▲13          | 40                 | 12            | X           | X             |
|                              | حزب الأصالة والمعاصرة                 | 47            | 11.9    | ▲47          | 35                 | 12            | X           | X             |
|                              | الاتحاد الاشتراكي للقوات الشعبية      | 39            | 9.9     | ▲ 1          | 30                 | 9             | X           | X             |
|                              | الحركة الشعبية (MP)                   | 32            | 8.1     | ▼ 9          | 24                 | 8             | X           | X             |
|                              | الاتحاد الدستوري                      | 23            | 5.8     | ▼ 4          | 17                 | 6             | X           | X             |
|                              | حزب التقدم والاشتراكية (PPS)          | 18            | 4.6     | ▲ 1          | 12                 | 6             | X           | X             |
|                              | الحزب العمالي                         | 4             | 1       | ▼ 1          | 4                  | 0             | X           | X             |
|                              | حزب التجديد والإنصاف                  | 2             | 0.5     | ▼ 2          | 2                  | 0             | X           | X             |
|                              | الحركة الديمقراطية الاجتماعية (MDS)   | 2             | 0.5     | ▼ 7          | 2                  | 0             | X           | X             |
|                              | حزب البيئة والتنمية المستدامة         | 2             | 0.5     | ▼ 3          | 2                  | 0             | X           | X             |
|                              | حزب العهد الديمقراطي (SD)             | 2             | 0.5     | ▲ 2          | 2                  | 0             | X           | X             |
|                              | جبهة القوى الديمقراطية                | 1             | 0.3     | ▼ 8          | 1                  | 0             | X           | X             |
|                              | حزب العمل (PA)                        | 1             | 0.3     | ▲ 1          | 1                  | 0             | X           | X             |
|                              | حزب الوحدة والديمقراطية (PUD)         | 1             | 0.3     | ▲ 1          | 1                  | 0             | X           | X             |
|                              | حزب الحرية والعدالة الاجتماعية (PLJS) | 1             | 0.3     | ▲ 1          | 1                  | 0             | X           | X             |
|                              | حزب اليسار الأخضر                     | 1             | 0.3     | ▲ 1          | 1                  | 0             | X           | X             |
|                              | الحزب الاشتراكي (PS)                  | 0             | 0       | ▼ 2          | 0                  | 0             | X           | X             |
|                              | الاتحاد المغربي الديمقراطي (UMD)      | 0             | 0       | ▼ 2          | 0                  | 0             | X           | X             |
|                              | حزب القوات المواطنة (PFC)             | 0             | 0       | ▼ 1          | 0                  | 0             | X           | X             |
|                              | حزب النهضة و الفضيلة (PRV)            | 0             | 0       | ▼ 1          | 0                  | 0             | X           | X             |
|                              | حزب المؤتمر الوطني الاتحادي (PCNI)    | 0             | 0       | ▼ 6          | 0                  | 0             | X           | X             |
|                              | الحزب المغربي الليبرالي (PLM)         | 0             | 0       |              | 0                  | 0             | X           | X             |
|                              | حزب الوسط الاجتماعي (PCS)             | 0             | 0       |              | 0                  | 0             | X           | X             |
|                              | حزب الإصلاح والتنمية (PRD)            | 0             | 0       |              | 0                  | 0             | X           | X             |
|                              | الحزب الوطني الديمقراطي (PND)         | 0             | 0       |              | 0                  | 0             | X           | X             |
|                              | حزب الأمل (PE)                        | 0             | 0       |              | 0                  | 0             | X           | X             |
|                              | حزب المجتمع الديمقراطي (PSD)          | 0             | 0       |              | 0                  | 0             | X           | X             |
|                              | حزب الشورى والاستقلال (PDI)           | 0             | 0       |              | 0                  | 0             | X           | X             |
|                              | لا منتمون                             | 0             | 0       | ▼ 5          | 0                  | 0             | X           | X             |
|                              | المجموع (نسبة الإقبال 45.4%)          | 395           | 100%    | ▲70          | 305                | 90            | X           | X             |
| 1. المصدر: الحكومة المغربية. |                                       |               |         |              |                    |               |             |               |

نتائج البرلمان المغربي مجمعة حسب التحالف السابقة
| التحالف                    | مقاعد منتخبة | مقاعد الائحة | مجموع المقاعد | مقاعد % | تغير المقاعد | أصوات | أصوات % |
| التحالف من أجل الديمقراطية | 121          | 38           | 159           | 40.3    | 44           |       |         |
| الكتلة الديموقراطية        | 89           | 28           | 117           | 29.6    | 10           |       |         |
| حزب العدالة والتنمية       | 83           | 24           | 107           | 27.1    | 61           |       |         |